# Gadożer kongijski
Gadożer kongijski (Circaetus spectabilis) – gatunek ptaka drapieżnego z podrodziny jastrzębi (Accipitrinae) w rodzinie jastrzębiowatych (Accipitridae).

## Zasięg występowania
Gadożer kongijski występuje w zależności od podgatunku:
- C. spectabilis spectabilis – Sierra Leone na wschód do południowej Nigerii i zachodniego Kamerunu.
- C. spectabilis batesi – południowy Kamerun na wschód do zachodniej Ugandy i Sudanu Południowego oraz na południe do Gabonu, Konga i południowo-środkowej Demokratycznej Republiki Konga, północno-zachodnia Angola.

## Taksonomia
Gatunek po raz pierwszy naukowo opisał w 1863 roku niemiecki ornitolog Hermann Schlegel, nadając mu nazwę Astur spectabilis. Holotyp pochodził z St George Elmina na Złotym Wybrzeżu (obecnie Ghana). Międzynarodowy Komitet Ornitologiczny (IOC) umieszcza ten gatunek w rodzaju Circaetus.

### Etymologia
- Circaetus: gr. κιρκος kirkos ‘jakiś rodzaj jastrzębia’, tu powiązany z błotniakiem; αετος aetos‘orzeł’[7].
- spectabilis: łac. spectabilis „znakomity, efektowny”, do spectare „obserwować”, od specere „patrzeć na”[8].
- batesi: George Latimer Bates (1863–1940), amerykański plantator, ornitolog, kolekcjoner z Gabonu, Kongo Francuskiego i Kamerunu Brytyjskiego w latach 1895–1928[9].

## Morfologia
Długość ciała 50–60 cm, rozpiętość skrzydeł 94–106 cm; samica jest średnio tylko o 3% większa od samca. Grzbiet gadożera kongijskiego jest ciemnobrązowy, brzuch i klatka piersiowa – biała z brązowymi plamkami i paskami. Głowa ma odcień jasnobrązowy, urozmaicony ciemnymi smugami wzdłuż policzków i gardła. Oczy są żółto-brązowe, skrzydła ciemne, a ogon jasnobrązowy z sześcioma prostopadłymi, białymi pasami.

## Ekologia
Żyją w gęstych, nizinnych lasach, pomiędzy równoleżnikami 9°N a 9°S, głównie na wysokościach od 0 do 900 m n.p.m. Gadożery kongijskie żywią się wężami, jaszczurkami, płazami i małymi ssakami. Okres godowy trwa od października do grudnia w Gabonie i od czerwca do listopada w Demokratycznej Republice Konga. Wydają odgłosy zbliżone do miauczenia kotów.

## Status
Międzynarodowa Unia Ochrony Przyrody (IUCN) uznaje gadożera kongijskiego za gatunek najmniejszej troski (LC – Least Concern) nieprzerwanie od 1988 roku. Trend liczebności populacji uznaje się za spadkowy.